# Transpozon
Transpozon − sekwencja DNA, która może przemieszczać się na inną pozycję w genomie tej samej komórki w wyniku procesu zwanego transpozycją. Transpozycja często powoduje mutacje i może zmieniać ilość DNA w genomie. Transpozony są także nazywane "wędrującymi genami" lub "skaczącymi genami" (ang. jumping genes) oraz "mobilnymi elementami genetycznymi" (ang. mobile genetic elements). Za badania nad transpozonami u kukurydzy, powodującymi zmiany ubarwienia nasion, Barbara McClintock otrzymała Nagrodę Nobla w dziedzinie fizjologii i medycyny w roku 1983.
Rozróżniamy dwie klasy transpozonów:
- transpozony klasy I − retrotranspozony: rozprzestrzeniają się, wykorzystując mechanizm transkrypcji na RNA, a następnie przepisania na DNA za pomocą odwrotnej transkryptazy i integracji tak powstałego DNA w inne miejsce genomu;
- transpozony klasy II: przemieszczają się w genomie poprzez wycinanie z pierwotnego położenia, następnie "wklejanie się" w nowe miejsce z udziałem transpozazy.

Istnieje hipoteza, że transpozony są dawnymi wirusami, a w szczególności retrowirusami, które utraciły geny odpowiedzialne za zjadliwość. Transpozony nigdy bowiem nie występują poza komórką, jako zdolne do infekcji chorobotwórczych.

## Zastosowania
Zdolność transpozonów do aktywnego wbudowywania się w genom wykorzystuje współczesna biologia molekularna, inżynieria genetyczna i biotechnologia. Geny zawarte w transpozonie można bowiem zastąpić innymi, wykorzystując transpozon jako wydajny wektor. Transpozon może też zostać użyty jako sonda molekularna do lokalizowania poszukiwanych sekwencji DNA.

## Mechanizmy zabezpieczające genom
Przed przemieszczaniem się transpozonów chronią:
- metylacja DNA,
- autoregulacja liczby kopii elementów,
- preferencje miejsca wbudowywania.

## Podział
1. Transpozony DNA:
  1. Transpozony Procaryota:
    - sekwencje insercyjne
    - transpozony złożone
    - transpozony niezłożone
    - fagi zdolne do transpozycji

  2. Transpozony Eucaryota
2. Transpozony RNA (retroelementy):
  1. Elementy LTR:
    - retrowirusy endogenne
    - elementy retrowirusopodobne
    - retrotranspozony

  2. Elementy poly-A (retropozony):
    - sekwencje LINE
    - sekwencje SINE